# Hindkowan
Los hindkowans (panyabí: هندکوان (Shahmukhi), ਹਿੰਦਕੋਵਾਨ (Gurmukhi), lit. «Hablantes de hindko») son un grupo lingüístico cultural indoario, que es nativo de las regiones de Jaiber Pastunjuá, Pothohar Plateau y Azad Cachemira de Pakistán. Los hindkowans hablan varios dialectos hindko del idioma panyabí, en contraste con el pastún.